# 平成7年梅雨前線豪雨
平成7年梅雨前線豪雨（へいせい7ねんばいうぜんせんごうう）は、1995年（平成7年）6月末から7月にかけて、梅雨前線の活動により発生し、信越地方を中心に大きな被害をもたらした豪雨である。平成7年7月北信・上越梅雨前線豪雨災害などとも呼ばれる。

## 概要
1995年（平成7年）6月末から7月にかけて、時々梅雨前線の活動が活発化し、東北地方から九州地方までの広い範囲で大雨となった。この期間の降水量は、富山県立山町で1,731 mm、山形県遊佐町鳥海山で970 mm、佐賀県太良町多良岳で948 mmとなるなど、東北地方から九州地方までの広い範囲で、平年の7月の降水量の150 %から250 %の降水量となった。
7月1日から7月4日にかけて、前線は西日本から東日本にかけて停滞し、九州・四国・近畿地方で300 mmを超える大雨となった。
7月8日から12日にかけて、前線は日本海から北陸地方にかけて停滞し、活動が特に活発となった。このため、北陸地方から東北地方の日本海側を中心に大雨となった。 長野県北部・北陸地方・東北地方の日本海側で400 mmを超えた所があった。この大雨により、新潟県上越地方及び長野県北部では、姫川の氾濫、鉄橋流失、土砂崩れなどにより鉄道の不通、家屋の浸水などの被害が発生した。この水害は新潟県上越地方、長野県北信地方・大北地域、富山県東部では7.11水害と呼ばれる。
7月20日から22日にかけて、前線は山陰沿岸から東日本を通り、関東地方の東海上にかけて停滞した。また、沖縄の南海上から東シナ海に進んだ台風3号の影響で、前線に向かって南から暖湿気流が入り、前線の活動が活発化した。 このため、中国・四国・近畿及び北陸地方を中心に大雨となり、特に山陰や四国及び近畿地方の太平洋側では、日降水量が200 mmを超えたところがあった。

## 被害
一連の豪雨による被害は、人的被害が死者・行方不明者5人、負傷者16人となったほか、建物等被害は全壊85棟・半壊126棟・一部損壊405棟・床上浸水2,195棟・床下浸水16,013棟などとなった。